# Eugen Loderer
Eugen Loderer (ur. 28 maja 1920 w Heidenheim an der Brenz, zm. 9 lutego 1995 w Planegg) – niemiecki polityk i działacz związkowy, przewodniczący IG Metall, od 1979 do 1980 poseł do Parlamentu Europejskiego I kadencji.

## Życiorys
Urodził się w ubogiej rodzinie robotniczej jako syn Magnusa i Magdaleny z domu Walz. Po ukończeniu ośmiu klas szkoły podstawowej od 1935 rozpoczął praktykę w zakładach metalowych. W 1940 przymusowo wcielony do armii (Kriegsmarine), odbył szkolenie jako podoficer marynarki i sternik. Stacjonował kolejno w Nieuwpoort, Lorient, Gdyni i Kopenhadze. Pomiędzy majem a sierpniem 1945 był jeńcem w niewoli brytyjskiej. W tym samym roku powrócił do rodzinnego miasta, gdzie ponownie pracował w przemyśle metalowym. Został działaczem związków zawodowych w tym IG Metall. Kierował nim na poziomie lokalnym, a w 1968 objął funkcję wiceprzewodniczącego. W 1972 wybrany szefem IG Metall, od 1973 kierował ponadto Międzynarodową Federacją Metalowców (IMF). Wchodził w skład Komisji Trójstronnej, a w 1969 i 1974 uczestniczył w Zgromadzeniu Federalnym wybierającym prezydenta Niemiec.
W 1951 wstąpił do Socjaldemokratycznej Partii Niemiec, w latach 60. był jej wiceprzewodniczącym i członkiem tymczasowego kierownictwa w Badenii-Wirtembergii. Zyskał pewną rozpoznawalność w 1968, kiedy zakłócił spotkanie Narodowodemokratycznej Partia Niemiec. W 1979 wybrano go posłem do Parlamentu Europejskiego. Przystąpił do frakcji socjalistycznej, z mandatu zrezygnował w grudniu 1979 wskutek niemożności pogodzenia obowiązków. W 1983 przestał także kierować IG Metall i IMF, przechodząc na emeryturę.

## Odznaczenia
Odznaczony m.in. Orderem Zasługi Hesji (1990). Został honorowym obywatelem Heidenheim an der Brenz i Frankfurtu nad Menem.